# Тоска Вероники Фосс
«Тоска Вероники Фосс» (нем. Die Sehnsucht der Veronica Voss) — кинофильм немецкого режиссёра Райнера Вернера Фасбиндера, вторая часть его трилогии о немках. Фильм награждён «Золотым медведем» на 32-м Берлинском кинофестивале в 1982 году.

## Сюжет
На трамвайной остановке Гайзельгастайг спортивный репортёр Роберт Крон (Хильмар Тате) встречает незнакомку (Розель Цех) и сопровождает её в город. Оказывается, что это Вероника Фосс, бывшая звезда «УФА». На следующий день они встречаются по её инициативе в гламурном кафе, он даёт ей взаймы 300 марок. Между Кроном и актрисой возникают странные взаимоотношения, в которых репортёром овладевают сочувствие и журналистский интерес. На вопрос своей подруги Генриетты (Корнелия Фро́бёсс), любит ли он Веронику, Крон отвечает: «Я не знаю». Он узнаёт, что Вероника морфинистка, которая зависит от врача д-ра Марианны Кац и даже живёт у неё, а также, что врач эксплуатирует других пациентов и, в обмен на дорогой наркотик, переписывает на своё имя их собственность, и что её покрывает чиновник отдела здравоохранения (Эрик Шуман). Генриетта, которая помогает Крону в расследовании, погибает. Но Крон не может доказать, что это убийство. Тем временем Вероника предпринимает неудачную попытку вернуться в кино (в роли режиссёра, очень похожего на Макса Офюльса, снимался Петер Цадек). Врач решает избавиться от Вероники и устраивает для неё прощальный вечер. На Пасху д-р Кац уезжает за город и оставляет Веронику без морфия. Запертая в своей комнате, она принимает смертельную дозу снотворного.

## В ролях
- Розель Цех — Вероника Фосс
- Хильмар Тате — Роберт Крон
- Корнелия Фробёсс — Генриэтта
- Аннемари Дюрингер — доктор Марианна Кац
- Дорис Шаде — Йозефа
- Эрик Шуман — доктор Эдель
- Петер Берлинг — кинопродюсер
- Гюнтер Кауфманн — американский солдат
- Армин Мюллер-Шталь — Макс Рехбайн

## Интересные факты
В основе фильма история актрисы Сибиллы Шмиц. Он является второй частью — ФРГ 2 / 1955 — задуманного цикла об истории Западной Германии. Посвящён Герхарду Цверенцу.

## Награды и номинации
- 1982 — приз «Золотой медведь» на Берлинском кинофестивале.
- 1982 — приз международной критики на кинофестивале в Торонто.
- 1983 — 4 номинации на премию Deutscher Filmpreis: лучшая мужская роль (Хильмар Тате), лучшая женская роль (Розель Цех), лучшая женская роль второго плана (Корнелия Фробёсс и Аннемари Дюрингер).
- 1984 — приз за лучшую женскую роль (Розель Цех) на Мюнхенском кинофестивале.